# 藤原大祐
藤原 大祐（ふじわら たいゆ、2003年〈平成15年〉10月5日 - ）は、日本の俳優、シンガーソングライター。東京都出身。アミューズ所属。所属レーベルはソニー・ミュージックレコーズ。

## 来歴
2019年、アミューズに所属し、CM『栄光ゼミナール』にて、デビュー・CM初出演。10月15日、公式Instagramを開設。
2020年3月6日、テレビドラマ『女子高生の無駄づかい』にて、テレビドラマ初出演。3月8日、配信ドラマ『中3、冬、逃亡中。』にて、井野翔太役で、配信ドラマ初出演。7月15日、公式Xを開設。7月18日、舞台『青春cm2』にて、エド役で、舞台初出演。8月13日、テレビドラマ『おじさんはカワイイものがお好き。』にて、仁井真純役で、テレビドラマ初レギュラー出演。
2021年11月12日、映画『愛のまなざしを』にて、滝沢祐樹役で、映画初出演。
2022年3月19日、配信ドラマ『神様のえこひいき』にて、主演・天野弥白役で、配信ドラマ初主演。11月11日、映画『追想ジャーニー』にて、主演・文也役で、映画初主演。
2023年10月4日、シンガーソングライター「TiU（ティーユー）」として、1st EP『SHOW TiME』でメジャー・デビュー。
2024年2月22日、TiU OFFICIAL FANCLUB「TiM（ティーム）」を開設。5月5日、シンガーソングライター「TiU（ティーユー）」から、本名の「藤原大祐」でアーティスト活動していくことを発表。5月28日、テレビドラマ『柚木さんちの四兄弟。』にて、主演・柚木隼役で、テレビドラマ初主演。

## 人物
- 親が知り合いに見せていた写真がアミューズの人に渡り、ある日いきなり呼ばれて行ったのが事務所のオーディション会場だった[7]。
- 「たいゆ」という名前の響きは両親の「外国の方も呼びやすいように」という想いを込めてつけられた[7]。
- 特技はジャズピアノ、歌を歌うこと[2]。サッカーとキックボクシングの経験あり。小学生の時にヒップホップダンスを習っていた[7]。
- オーストラリアでホームステイ、アメリカ・ロサンゼルスで短期留学の経験があり、英語での日常会話は不自由ない[7]。
- 座右の銘は「実るほど頭が下がる稲穂かな」で、小さい頃に母親から教えて貰い、以来座右の銘にしている[19]。
- 事務所に入る前は週3日でカラオケに行っていた[20]。
- 竹下通りの片道で4回スカウトされた経験がある[7]。
- 好きな俳優はリヴァー・フェニックス。映画が好きで、1番好きな映画は『レザボア・ドッグス』、2番目に好きな映画には『スタンド・バイ・ミー』を挙げている[20]。
- 洋楽はブルーノ・マーズが好き[20]。

## 出演

### テレビドラマ
- 女子高生の無駄づかい 最終話（2020年3月6日、テレビ朝日）
- おじさんはカワイイものがお好き。（2020年8月13日 - 9月10日、読売テレビ・日本テレビ） - 仁井真純 役[10]
- 恋する母たち（2020年10月23日 - 12月18日、TBS） - 石渡研 役[21]
- 推しの王子様 （2021年7月15日 - 9月23日、フジテレビ） - 藤井蓮 役[22]
- もしも、イケメンだけの高校があったら（2022年1月15日 - 3月19日、テレビ朝日） - 若林拓実 役[23][24]
- 教祖のムスメ（2022年6月2日 - 7月14日、テレビ神奈川 他） - 湯田一真 役[25]
- 純愛ディソナンス 第4話 - 最終話（2022年8月4日 - 9月22日、フジテレビ） - 村上晴翔 役[26]
- 差出人は、誰ですか?（2022年10月11日 - 12月16日、TBS） - 一ノ瀬斗也 役[27][28]
- 忍者に結婚は難しい（2023年1月5日 - 3月16日、フジテレビ） - 宇良豹馬 役[29]
- 夜ドラ（NHK総合）
  - おとなりに銀河 第18話 - 最終話（2023年5月2日 - 25日） - 古牧京吾 役[30]
  - 柚木さんちの四兄弟。（2024年5月28日 - 7月18日） - 主演・柚木隼 役[31]
- 転職の魔王様（2023年7月17日 - 9月25日、関西テレビ・フジテレビ） - 犬飼翔 役[32]
- リビングの松永さん（2024年1月9日 - 3月26日、関西テレビ・フジテレビ） - 北条凌 役[33]
- 伝説の頭 翔 第6話 - 最終話（2024年8月23日 - 9月6日、テレビ朝日） - 佐々木聖人（キヨト） 役[34]
- ちはやふる-めぐり-（2025年7月9日 - 、日本テレビ） - 折江懸心 役[35][36]

### バラエティ
- ハンサムゼミ（2021年1月26日 - 12月22日、MBS）[37]

### 情報番組
- めざましテレビ（2021年8月10日 - 31日、フジテレビ） - マンスリーエンタメプレゼンター[38][39]
- ゼロイチ （2022年2月5日 - 3月26日、日本テレビ） - 期間限定レギュラー「ゼロイチ推し」[40]

### その他のテレビ番組
- カメラテスト（2020年4月3日、フジテレビ）
- 痛快TV スカッとジャパン 第225回『忘れられない初恋』（2020年12月7日、フジテレビ） - 森高紫月 役

### 映画
- 愛のまなざしを（2021年11月12日、 イオンエンターテイメント） - 滝沢祐樹 役[41]
- モエカレはオレンジ色（2022年7月8日、松竹） - 三鷹柊人 役[42]
- 追想ジャーニー（2022年11月11日、セブンフィルム） - 主演・文也 役[13][14]
- リゾートバイト（2023年10月20日、イオンエンターテイメント） - 真中聡 役[43][44]
- 大きな玉ねぎの下で（2025年2月7日、東映） - 堤虎太郎 役[45][46]
- 俺ではない炎上（2025年9月26日公開予定、松竹） - 住吉初羽馬 役[47]
- (LOVE SONG)（2025年10月31日公開予定、h8 Studio / アークエンタテインメント） - ワタル 役[48]

### 短編映画
- 花咲く頃に、僕らは（2021年5月28日、YouTube）[注 4][49]
- 太陽-TAIYO-（2022年4月28日、YouTube） - さちお 役[50][51]

### 舞台
- 青春cm2（2020年7月18日配信上映、アミューズ ） - エド 役[注 1][9]

### CM
- 栄光ゼミナール（2019年 - ）[3]
- 洋服の青山「AOYAMANIA」（2022年 - ）[52]
- ロッテ「クーリッシュ」（2024年 - ）[53]

### モデル
- TEAM HANDSOME!×SHIBUYA109 Valentine Campaign（2021年2月9日 - 23日）[54]
- トンボ学生服「&be」イメージモデル（2021年7月1日 - ）[55]
- タビオ 靴下屋「2024春コレクション」イメージモデル（2024年2月16日 - ）[56]

### 配信ドラマ
- 中3、冬、逃亡中。（2020年3月8日 - 3月29日、ひかりTVチャンネル+） - 井野翔太 役[7]
- 恋する男たち 第4話（2020年11月20日、Paravi）- 石渡研 役[57]
- ぼくの推しは王子様 第3話（2021年7月29日、FOD） - 藤井蓮 役
- イケメン道〜美南学園物語〜（2022年1月15日 - 3月19日、TELASA） - 若林拓実 役[58]
- 神様のえこひいき（2022年3月19日 - 4月9日、Hulu）- 主演・天野弥白 役[注 2][12]

### イベント
- Amuse Presents SUPER HANDSOME LIVE
  - 『JUMP↑with YOU』（2020年2月15日・16日、両国国技館）
  - 『OVER THE RAINBOW』（2021年4月9日 - 11日、TOKYO DOME CITY HALL）[59]
- Act Against Anything VOL.1『THE VARIETY 27』（2020年12月1日、日本武道館）[60]
- 東京ガールズコレクション
  - TOKYO GIRLS COLLECTION 2022 SPRING/SUMMER（2022年3月21日、国立代々木競技場第一体育館）[61]
  - TOKYO GIRLS COLLECTION 2022 AUTUMN/WINTER（2022年9月3日、さいたまスーパーアリーナ）[62]
  - TOKYO GIRLS COLLECTION 2023 AUTUMN/WINTER（2023年9月2日、さいたまスーパーアリーナ）[63]
  - TOKYO GIRLS COLLECTION KITAKYUSHU 2023（2023年10月7日、西日本総合展示場新館）[64]
  - TOKYO GIRLS COLLECTION MATSUYAMA 2024 by TOKYO GIRLS COLLECTION（2024年7月13日、愛媛県武道館）[65]
  - TOKYO GIRLS COLLECTION 2024 AUTUMN/WINTER（2024年9月7日、さいたまスーパーアリーナ）[66]
- Bling Bling by Seventeen（2022年3月24日、新宿文化センター 大ホール）[67]
- 藤原大祐 カレンダー発売記念イベント（2022年 - 2024年、HMV&BOOKS SHIBUYA 他）[68][69][70]
- 藤原大祐フォトブック『TAIYU's Collection』発売記念イベント（2023年1月14日、HMV&BOOKS SHIBUYA / 2023年1月15日、HMV&BOOKS SHINSAIBASHI）[71]
- Rakuten GirlsAward 2023 AUTUMN/WINTER（2023年9月30日、幕張メッセ）[72]
- TiM Meeting（2024年10月5日、東京キネマ倶楽部）[73]

### 声の出演

#### その他
- FIREWORKS ON SAIKO（2021年12月24日 - 25日、アミューズ） - 蒼汰 役[74]

## ディスコグラフィー

### デジタルシングル
|                                          | 発売日                                   | 曲名                                     | 販売形態                                 | 収録アルバム                             | オリコン                                 | Billboard Japan Hot 100                  |                                          |
| メジャー（ソニー・ミュージックレコーズ） | メジャー（ソニー・ミュージックレコーズ） | メジャー（ソニー・ミュージックレコーズ） | メジャー（ソニー・ミュージックレコーズ） | メジャー（ソニー・ミュージックレコーズ） | メジャー（ソニー・ミュージックレコーズ） | メジャー（ソニー・ミュージックレコーズ） | メジャー（ソニー・ミュージックレコーズ） |
| ---------------------------------------- | ---------------------------------------- | ---------------------------------------- | ---------------------------------------- | ---------------------------------------- | ---------------------------------------- | ---------------------------------------- | ---------------------------------------- |
| 1st                                      | 2022年11月11日                           | HAPPY HUMAN                              | デジタル・ダウンロード                   | －                                       | ー                                       | ー                                       |                                          |
| 2nd                                      | 2023年5月17日                            | NBDK feat.梅田サイファー                 | デジタル・ダウンロード                   | －                                       | ー                                       | ー                                       |                                          |
| 3rd                                      | 2023年8月2日                             | PLEASURE SONG                            | デジタル・ダウンロード                   | －                                       | ー                                       | ー                                       |                                          |
| 4th                                      | 2023年12月25日                           | Baby Mind                                | デジタル・ダウンロード                   | －                                       | ー                                       | ー                                       |                                          |
| 5th                                      | 2024年1月31日                            | Human Melody                             | デジタル・ダウンロード                   | －                                       | ー                                       | ー                                       |                                          |
| 6th                                      | 2024年2月14日                            | HERO JOKER                               | デジタル・ダウンロード                   | －                                       | ー                                       | ー                                       |                                          |
| 7th                                      | 2024年7月31日                            | COOL                                     | デジタル・ダウンロード                   | pocket beats                             | ー                                       | ー                                       |                                          |
| 8th                                      | 2024年9月19日                            | Lucky Dance                              | デジタル・ダウンロード                   | pocket beats                             | ー                                       | ー                                       |                                          |

### アルバム
|                                          | 発売日                                   | タイトル                                 | 規格                                     | 規格品番                                 | オリコン                                 | Billboard Japan Hot Albums               |                                          |
| メジャー（ソニー・ミュージックレコーズ） | メジャー（ソニー・ミュージックレコーズ） | メジャー（ソニー・ミュージックレコーズ） | メジャー（ソニー・ミュージックレコーズ） | メジャー（ソニー・ミュージックレコーズ） | メジャー（ソニー・ミュージックレコーズ） | メジャー（ソニー・ミュージックレコーズ） | メジャー（ソニー・ミュージックレコーズ） |
| ---------------------------------------- | ---------------------------------------- | ---------------------------------------- | ---------------------------------------- | ---------------------------------------- | ---------------------------------------- | ---------------------------------------- | ---------------------------------------- |
| 1st                                      | 2024年10月2日                            | pocket beats                             | CD+ZINE                                  | KSCL-3545〜3547（初回限定盤A）           | ー                                       | ー                                       |                                          |
| 1st                                      | 2024年10月2日                            | pocket beats                             | CD                                       | KSCL-3548（通常盤）                      | ー                                       | ー                                       |                                          |

### EP
|                                          | 発売日                                   | タイトル                                 | 規格                                     | 規格品番                                 | オリコン                                 | Billboard Japan Hot Albums               |                                          |
| メジャー（ソニー・ミュージックレコーズ） | メジャー（ソニー・ミュージックレコーズ） | メジャー（ソニー・ミュージックレコーズ） | メジャー（ソニー・ミュージックレコーズ） | メジャー（ソニー・ミュージックレコーズ） | メジャー（ソニー・ミュージックレコーズ） | メジャー（ソニー・ミュージックレコーズ） | メジャー（ソニー・ミュージックレコーズ） |
| ---------------------------------------- | ---------------------------------------- | ---------------------------------------- | ---------------------------------------- | ---------------------------------------- | ---------------------------------------- | ---------------------------------------- | ---------------------------------------- |
| 1st                                      | 2023年10月4日                            | SHOW TiME                                | CD+ZINE                                  | KSCL-3463/4（初回限定盤A）               | ー                                       | ー                                       |                                          |
| 1st                                      | 2023年10月4日                            | SHOW TiME                                | CD                                       | KSCL-3465（通常盤）                      | ー                                       | ー                                       |                                          |
| 2nd                                      | 2024年6月26日                            | なにげない - EP                          | ー                                       | ー                                       | ー                                       | ー                                       |                                          |
| 2nd                                      | 2024年6月26日                            | なにげない - EP                          | ー                                       | ー                                       | ー                                       | ー                                       |                                          |

## ライブ
| 年     | 公演名                                     | 日程               | 会場                                |
| ------ | ------------------------------------------ | ------------------ | ----------------------------------- |
| 2023年 | POP SHOW 〜THE FiRST〜                     | 10月5日            | Billboard Live TOKYO                |
| 2024年 | TiU POP SHOW II "We Are HERO We Are JOKER" | 2月22日 / 3月1日   | Zepp DiverCity / Zepp Osaka Bayside |
| 2024年 | TAIYU FUJIWARA POP SHOW III "pocket beats" | 10月27日 / 11月9日 | なんばHatch / Zepp DiverCity        |

## 書籍

### 写真集
- 藤原大祐フォトブック『TAIYU's Collection』（2023年1月13日、主婦と生活社）[77]ISBN 978-4-3911-5885-4

### 雑誌連載
- JUNON『TAIYU's COLLECTION』（2021年1月22日 - 2022年12月21日、主婦と生活社）

### カレンダー
- 藤原大祐 2022.4-2023.3 カレンダー（2022年3月下旬、アミューズ）[68]
- 藤原大祐 2023.4-2024.3 カレンダー『Thai With You』（2023年3月下旬、アミューズ）[69]
- 藤原大祐 2024.4-2025.3 カレンダー『OFF』（2024年3月下旬、アミューズ）[70]
- 藤原大祐 2025.4-2026.3 カレンダー『Andre』（2025年3月下旬、アミューズ）[78]